# Bläsibad

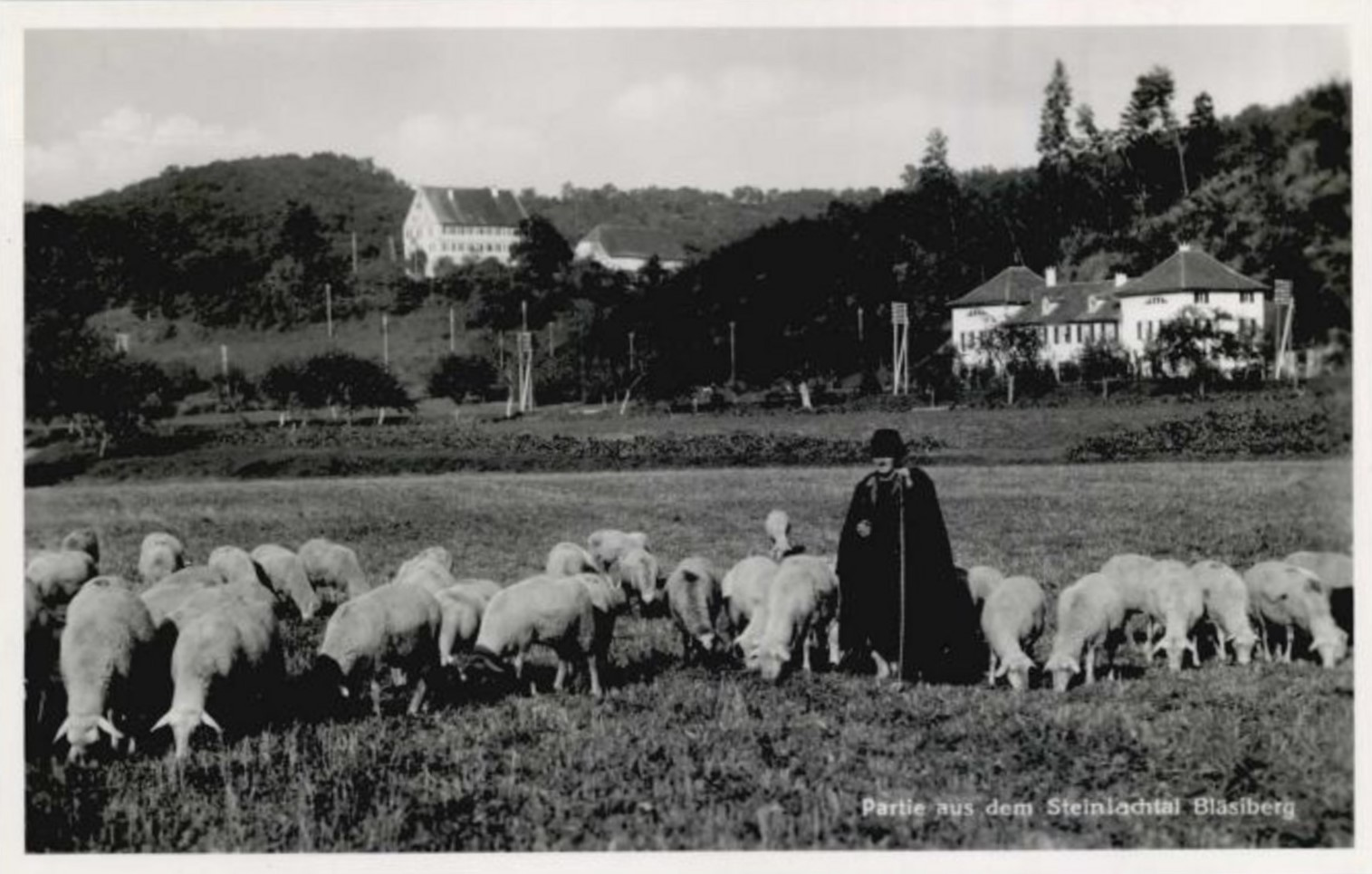
Ein Wanderschäfer zieht mit Hund und Herde durchs Steinlachtal. Die Aufnahme stammt aus den 1930er Jahren und zeigt rechts das Bläsibad und in der Mitte das Obstgut Bläsiberg mit Kelter.

Das Bläsibad ist ein ehemaliges Heilbad in der Nähe des heutigen Kreisverkehrs Steinlachwasen bei Tübingen. Ganz in der Nähe mündet der von Ohmenhausen kommende Ehrenbach (fälschlich auch Herrenbach genannt) in die Steinlach. Die Wohnplätze Bläsibad und der nahegelegene Bläsiberg gehören beide zur Gemarkung des Tübinger Stadtteils Derendingen.

## Bad und Gastwirtschaft

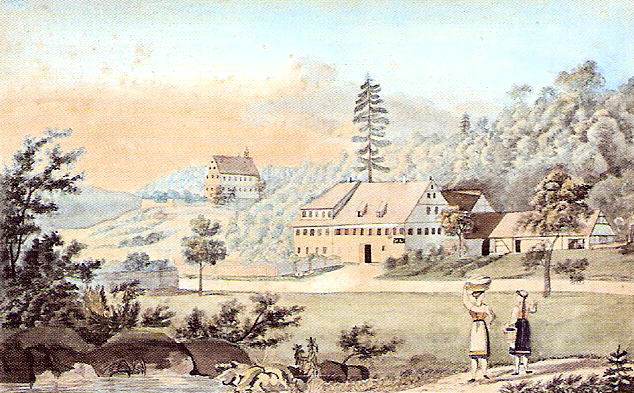
Das Bläsibad (und im Hintergrund der Bläsiberg) auf einer Aquatinta/Gouache von Carl Dörr

Seit der zweiten Hälfte des 15. Jahrhunderts wird das Bläsibad erwähnt, das als Heilbad einen guten Ruf besaß. Der Legende nach soll es von einem Hirten bei der Genesung eines seiner Schafe entdeckt worden sein. Deshalb wurde die Kapelle dem Heiligen Blasius geweiht, dem Arzt der Tiere.
Mit dem Bad, das schon der Botaniker Leonhart Fuchs bei Geschwüren, Rheumatismus, Gicht und ähnlichen Beschwerden empfahl, war eine Gastwirtschaft verbunden, die sich bei den Tübinger Studenten großer Beliebtheit erfreute. Seit dem frühen 19. Jahrhundert ließ der Badebetrieb nach. Außerdem brannte 1831 die Badeanstalt ab. Der danach errichtete Neubau erhielt keine besonderen Bäder mehr, wenn auch weiterhin Wannenbäder verabreicht wurden. Das Versiegen der Quellen brachte die Volksmeinung mit der Grabung der Schwefelquelle in Bad Sebastiansweiler 1845 in Verbindung. Die Gastwirtschaft ging um 1870 ein.

## Straßenbau
Am Bläsibad endet noch der vierspurige Ausbau der Bundesstraße 27 von Nehren bis Tübingen, bis der bereits geplante Schindhaubasistunnel genehmigt und gebaut wird, der hier sein Südportal haben wird.